# Dyskografia The Naked and Famous
Dyskografia The Naked and Famous – nowozelandzkiego zespołu muzycznego składa się z trzech albumów studyjnych, jednego albumu koncertowego, jednego albumu wideo, dwóch kompilacji, trzech minialbumów, dziesięciu singli, siedmiu singli promocyjnych, sześciu remiksów oraz dziewięciu teledysków.
Zespół został założony w Auckland w 2008. W tym samym roku wydali dwa debiutanckie minialbumy This Machine i No Light. W 2010 ukazał się ich pierwszy album studyjny zatytułowany Passive Me, Aggressive You. Był on notowany na listach przebojów w wielu krajach, m.in. w Australii, Niemczech, Wielkiej Brytanii i Stanach Zjednoczonych oraz w Nowej Zelandii gdzie zadebiutował na pierwszym miejscu. Ich ojczyźnie oraz w Zjednoczonym Królestwie zdobył wyróżnienia, odpowiednio złotą i srebrną płytę. Sukcesem się także singel „Young Blood”, który pokrył się platyną w Nowej Zelandii, Australii i USA oraz złotem w Niemczech. Znalazł na pierwszym miejscu listy Recorded Music NZ w której utrzymywał się przez czternaście tygodni. Był także pośród trzydziestki najpopularniejszych utworów w Australii i Niemczech. Kolejnym singel z debiutanckiej płyty, „Punching in a Dream”, zdobył złoto w Australii i osiągnął jedenastą pozycję w zestawieniu najpopularniejszych utworów w kraju kiwi.
W 2012 zespół przeniósł się do Kalifornii. W 2013 wydał drugi album studyjny In Rolling Waves, a wraz z nim singel „Hearts Like Ours”. Tym razem nie odnieśli takiego sukcesu jak trzy lata wcześniej. Album notowany był na czwartym miejscu w Nowej Zelandii, a ponadto w pierwszej trzydziestce w Australii i Kanadzie. W tym samym roku wydali także kompilację Passive Me, Aggressive You
(Remixes & B-Sides) oraz album wideo One Temporary Escape.
W 2016 grupa wydała trzeci album studyjny Simple Forms oraz trzy single. Dwa lata później The Naked and Famous opublikowali drugi album kompilacyjny pt. A Still Heart oraz album koncertowy A Still Heart (Live).

## Albumy

### Albumy studyjne
| Rok                                                      | Dane dot. albumu                                                                                                   | Najwyższe pozycje na listach | Najwyższe pozycje na listach | Najwyższe pozycje na listach | Najwyższe pozycje na listach | Najwyższe pozycje na listach | Najwyższe pozycje na listach | Najwyższe pozycje na listach | Najwyższe pozycje na listach | Najwyższe pozycje na listach | Najwyższe pozycje na listach | Certyfikaty                             |
| Rok                                                      | Dane dot. albumu                                                                                                   | NZL                          | AUS                          | AUT                          | CAN                          | GER                          | IRE                          | NDL                          | SWI                          | GBR                          | USA                          | Certyfikaty                             |
| -------------------------------------------------------- | --- | ---------------------------- | ---------------------------- | ---------------------------- | ---------------------------- | ---------------------------- | ---------------------------- | ---------------------------- | ---------------------------- | ---------------------------- | ---------------------------- | --------------------------------------- |
| 2010                                                     | Passive Me, Aggressive You - Wydany: 6 września - Wydawnictwo: Somewhat Damaged - Format: CD, LP, digital download | 1                            | 25                           | 56                           | –                            | 31                           | 38                           | 74                           | 74                           | 25                           | 91                           | - NZL: złota płyta - GBR: srebrna płyta |
| 2013                                                     | In Rolling Waves - Wydany: 13 września - Wydawnictwo: Somewhat Damaged - Format: CD, LP, digital download          | 4                            | 12                           | 33                           | 23                           | 96                           | 68                           | –                            | 34                           | 53                           | 48                           |                                         |
| 2016                                                     | Simple Forms - Wydany: 14 października - Wydawnictwo: Somewhat Damaged - Format: CD, LP, digital download          | 15                           | 37                           | –                            | 67                           | –                            | –                            | –                            | –                            | –                            | 110                          |                                         |
| „–” oznacza, że singel nie był notowany na danej liście. | |                              |                              |                              |                              |                              |                              |                              |                              |                              |                              |                                         |

### EP
| Rok  | Dane dot. albumu                                                                             |
| ---- | -------------------------------------------------------------------------------------------- |
| 2008 | This Machine - Wydany: 5 maja - Wydawnictwo: Round Trip Mars - Format: CD, digital download  |
| 2008 | No Light - Wydany: 8 września - Wydawnictwo: Round Trip Mars - Format: CD, digital download  |
| 2011 | This Machine / No Light - Wydany: 16 kwietnia - Wydawnictwo: Universal Republic - Format: CD |

### Kompilacje
| Rok  | Dane dot. albumu |
| ---- | --- |
| 2013 | Passive Me, Aggressive You (Remixes & B-Sides) - Wydany: 1 stycznia - Wydawnictwo: Somewhat Damaged - Format: LP, digital download |
| 2018 | A Still Heart - Wydany: 2 marca - Wydawnictwo: Island - Format: LP, Digital download                                               |

### Albumy koncertowe
| Rok  | Dane dot. albumu                                                                                    |
| ---- | --------------------------------------------------------------------------------------------------- |
| 2018 | A Still Heart (Live) - Wydany: 8 czerwca - Wydawnictwo: Somewhat Damaged - Format: Digital download |

### DVD
| Rok  | Dane dot. albumu                                                                                 |
| ---- | ------------------------------------------------------------------------------------------------ |
| 2013 | One Temporary Escape - Wydany: 18 marca - Wytwórnia: Somewhat Damaged - Format: Digital download |

## Single
| Rok                                                      | Tytuł                      | Najwyższe pozycje na listach | Najwyższe pozycje na listach | Najwyższe pozycje na listach | Najwyższe pozycje na listach | Najwyższe pozycje na listach | Najwyższe pozycje na listach | Najwyższe pozycje na listach | Najwyższe pozycje na listach | Najwyższe pozycje na listach | Najwyższe pozycje na listach | Certyfikaty                                                                             | Album                      |
| Rok                                                      | Tytuł                      | NZL                          | AUS                          | AUT                          | CAN (Rock)                   | GER                          | NLD                          | GBR                          | US (Bub.)                    | US (Alt.)                    | US (Rock)                    | Certyfikaty                                                                             | Album                      |
| -------------------------------------------------------- | -------------------------- | ---------------------------- | ---------------------------- | ---------------------------- | ---------------------------- | ---------------------------- | ---------------------------- | ---------------------------- | ---------------------------- | ---------------------------- | ---------------------------- | --------------------------------------------------------------------------------------- | -------------------------- |
| 2008                                                     | „Kill the Littleblackdots” | –                            | –                            | –                            | –                            | –                            | –                            | –                            | –                            | –                            | –                            |                                                                                         | This Machine               |
| 2009                                                     | „All of This”              | –                            | –                            | –                            | –                            | –                            | –                            | –                            | –                            | –                            | –                            |                                                                                         | Passive Me, Aggressive You |
| 2010                                                     | „Young Blood”              | 1                            | 26                           | 53                           | 26                           | 30                           | 59                           | 64                           | 14                           | 9                            | 21                           | - NZL: platynowa płyta - AUS: platynowa płyta - GER: złota płyta - USA: platynowa płyta | Passive Me, Aggressive You |
| 2010                                                     | „Punching in a Dream”      | 11                           | 56                           | –                            | 26                           | –                            | –                            | 120                          | –                            | 18                           | 33                           | - ARIA: złota płyta                                                                     | Passive Me, Aggressive You |
| 2011                                                     | „Girls Like You”           | –                            | –                            | –                            | –                            | –                            | –                            | –                            | –                            | –                            | –                            |                                                                                         | Passive Me, Aggressive You |
| 2013                                                     | „Hearts Like Ours”         | –                            | 83                           | –                            | –                            | –                            | –                            | –                            | –                            | 26                           | –                            |                                                                                         | In Rolling Waves           |
| 2016                                                     | „Higher”                   | –                            | –                            | –                            | 47                           | –                            | –                            | –                            | –                            | 39                           | 45                           |                                                                                         | Simple Forms               |
| 2016                                                     | „Laid Low”                 | –                            | –                            | –                            | –                            | –                            | –                            | –                            | –                            | –                            | –                            |                                                                                         | Simple Forms               |
| 2016                                                     | „The Runners”              | –                            | –                            | –                            | –                            | –                            | –                            | –                            | –                            | –                            | –                            |                                                                                         | Simple Forms               |
| 2017                                                     | „A Still Heart”            | –                            | –                            | –                            | –                            | –                            | –                            | –                            | –                            | –                            | –                            |                                                                                         | A Still Heart              |
| „–” oznacza, że singel nie był notowany na danej liście. |                            |                              |                              |                              |                              |                              |                              |                              |                              |                              |                              |                                                                                         |                            |

### Z gościnnym udziałem
| Rok  | Tytuł                                                       | Najwyższe pozycje na listach |
| Rok  | Tytuł                                                       | NZL                          |
| ---- | ----------------------------------------------------------- | ---------------------------- |
| 2015 | „Team Ball Player Thing” (jako członkowie #KiwisCureBatten) | 2                            |

### Single promocyjne
| Rok  | Tytuł                            | Album            |
| ---- | -------------------------------- | ---------------- |
| 2013 | „I Kill Giants”                  | In Rolling Waves |
| 2014 | „What We Want”                   | In Rolling Waves |
| 2017 | „Higher” (Stripped)              | A Still Heart    |
| 2017 | „Last Forever” (Stripped)        | A Still Heart    |
| 2017 | „Punching in a Dream” (Stripped) | A Still Heart    |
| 2018 | „Girls Like You” (Stripped)      | A Still Heart    |
| 2018 | „Young Blood” (Stripped)         | A Still Heart    |

## Remiksy
| Rok  | Tytuł             | Oryginalny wykonawca     |
| ---- | ----------------- | ------------------------ |
| 2010 | „Lead or Follow”  | Shihad                   |
| 2010 | „Rescue Song”     | Mr Little Jeans          |
| 2011 | „Austere”         | The Joy Formidable       |
| 2011 | „Mountaineer”     | White Sea                |
| 2011 | „Ffunny Ffriends” | Unknown Mortal Orchestra |
| 2012 | „Reunion”         | M83                      |

## Teledyski
| Rok  | Tytuł                    | Reżyser                                          |
| ---- | ------------------------ | ------------------------------------------------ |
| 2008 | „Serenade”               | Campbell Hooper i Joel Kefali (Special Problems) |
| 2008 | „Birds”                  | Campbell Hooper i Joel Kefali (Special Problems) |
| 2009 | „All of This”            | Campbell Hooper i Joel Kefali (Special Problems) |
| 2010 | „Young Blood”            | Campbell Hooper i Joel Kefali (Special Problems) |
| 2010 | „Punching in a Dream”    | Campbell Hooper i Joel Kefali (Special Problems) |
| 2010 | „Girls Like You”         | Campbell Hooper i Joel Kefali (Special Problems) |
| 2011 | „The Sun”                | Campbell Hooper i Joel Kefali (Special Problems) |
| 2011 | „No Way”                 | Campbell Hooper i Joel Kefali (Special Problems) |
| 2013 | „Hearts Like Ours”       | Campbell Hooper                                  |
| 2013 | „I Kill Giants”          | Joel Kefali                                      |
| 2018 | „Young Blood” (Stripped) | Morgan Freed                                     |